# Лагуна-дель-Рей
Лагу́на-дель-Рей (исп. Laguna del Rey) — посёлок в Мексике, штат Коауила, входит в состав муниципалитета Окампо. Численность населения, по данным переписи 2020 года, составила 2369 человек.

## Общие сведения
Расположен в 127 километрах от муниципального центра. Его основными видами деятельности являются: химическая промышленность и добыча соли.